# Odontolabis stevensi stevensi
Odontolabis stevensi stevensi es una subespecie de coleóptero de la familia Lucanidae.

## Distribución geográfica
Habita en Célebes (Indonesia).